# 威廉·格利澤
威廉·格利澤（德語：Wilhelm Gliese，德語發音：[ˈɡliːzə]，1915年6月21日—1993年6月12日）是一位德國天文學家，以研究近距恆星並製作星表聞名。

## 生平
格利澤生於德意志帝國西利西亞戈爾德貝格（今波蘭下西里西亞省茲沃托雷亞），是一位法官的兒子。他曾經在布雷斯勞大學學習數學、天文和物理，後來到柏林在成立於柏林，後搬遷至海德堡的天文学计算研究所工作。當他還是學生時，他被一位荷蘭天文學家彼德·范·德·坎普激勵，因此他把畢生都致力於近地球恆星的研究。
他的研究在1942年因為入伍從軍而中斷，並被送往東方戰線作戰。1945年他被蘇聯俘虜，直到1949年才獲釋。之後他到了第二次世界大戰後被美國陸軍搬遷到海德堡的天文学计算研究所重新開始研究天文。雖然他名義上在1989年退休，但仍持續研究直到1993年去世。

## 近星星表
他最為人所知的成就就是格利泽近星星表，該星表於1957年初版，並於1969年再版。在他的星表中有名的恆星如格利泽581和葛利斯710。該星表中的恆星因為接近地球，是經常被研究的對象。格利澤後來又和哈特穆特·亞賴斯（Hartmut Jahreiß）合作，於1979年和1991年出版了星表的兩個附錄。亞賴斯在1993年發布了格利澤的訃聞。

## 榮譽
- 小行星1823

## 外部連結
- Gliese catalog at Heidelberg University （页面存档备份，存于）
- MitAG 77 (1994) 5–7（页面存档备份，存于） (格利澤的訃聞，德語)